# Epidendrum vidal-senegei
Epidendrum vidal-senegei är en orkidéart som beskrevs av Eric Hágsater. Epidendrum vidal-senegei ingår i släktet Epidendrum och familjen orkidéer.
Artens utbredningsområde är Ecuador. Inga underarter finns listade i Catalogue of Life.